# Raquel Arbaje
Raquel Patricia Arbaje Soneh de Abinader (São Domingos, 21 de setembro de 1970) é uma empresária e escritora de literatura infantil dominicana. É primeira-dama da República Dominicana desde agosto de 2020, como esposa do presidente Luis Abinader.

## Biografia

### Família e formação
Arbaje é filha do empresário Elías Arbaje Farah e de Margarita Soneh Curi, ambos de ascendência libanesa. Ela é a terceira de quatro irmãos, são eles: Ricardo, Eduardo e Mónica Inés. Seu tio Bartolo Soni, irmão mais velho de sua mãe, era um boxeador profissional.
Arbaje se formou summa cum laude em administração de empresas pela Universidade Iberoamericana (UNIBE) em São Domingos. Ela fala fluentemente espanhol, inglês e francês e tem algum conhecimento de italiano e português.

### Primeira-dama da República Dominicana
Tornou-se primeira-dama da República Dominicana em 16 de agosto de 2020. Diferentemente de seus antecessores imediatos, Abinader e Arbaje anunciaram que o governo eliminaria o financiamento do Gabinete da Primeira-Dama durante seu mandato presidencial. Em vez disso, Arbaje propôs um escritório muito menor para lidar com a agenda e o papel da primeira-dama durante as campanhas de 2016 e 2020.

## Vida pessoal
Casou-se com o economista Luis Abinader em 1995. Juntos, o casal tem três filhas: Graciela Lucía, nascida em 1997; Esther Patricia, nascida em 1999 e Adriana Margarita, nascida em 2001. Junto com Abinader, Arbaje compôs o hino do Partido Revolucionário Moderno, cofundado por seu marido em 2014.
Em junho de 2020, Arbaje e Abinader testaram positivo para COVID-19 durante a campanha eleitoral presidencial de 2020. Ambos se recuperaram do coronavírus.